# Alstroemeria paupercula
Alstroemeria paupercula este o specie de plante monocotiledonate din genul Alstroemeria, familia Alstroemeriaceae, descrisă de Rodolfo Amando Philippi. Conform Catalogue of Life specia Alstroemeria paupercula nu are subspecii cunoscute.